# Hemiphaedusa
Hemiphaedusa is een geslacht van weekdieren uit de  familie van de Clausiliidae.

## Soorten
De volgende soorten zijn bij het geslacht ingedeeld:
- Hemiphaedusa huberi Thach, 2016
- Hemiphaedusa ptycholunella H. Nordsieck, 2016